# Юон, Константин Фёдорович
Константи́н Фёдорович Юо́н (12 [24] октября 1875, Москва — 11 апреля 1958, Москва) — русский и советский живописец, последователь импрессионистов, весомая фигура среди московских художников времён Серебряного века и первых советских десятилетий, художественный теоретик и педагог; мастер городского пейзажа, также работал как сценограф

, писал исторические картины, портреты и натюрморты. 
Один из членов-учредителей «Союза русских художников» (в 1903), экспонент общества «Мир искусства». Доктор искусствоведения (1941), один из первых действительных членов Академии художеств СССР (с 1947), директор Института теории и истории изобразительного искусства (в 1948–1950). Народный художник СССР (1950), лауреат Сталинской премии первой степени (1943).

## Биография

### Происхождение и семья
Родился 12 (24) октября 1875 года в Москве, в германо-швейцарской семье. Отец — служащий страховой компании, позже — её директор, Теодор Юон (1842—1912); мать — музыкант-любитель.

### До революции
С 1892 по 1898 год учился в Московском училище живописи, ваяния и зодчества. Его преподавателями были такие мастера, как К. А. Савицкий, А. Е. Архипов, Н. А. Касаткин.
По окончании училища два года работал в мастерской В. А. Серова. Затем основал собственную студию, в которой преподавал с 1900 по 1917 совместно с И. О. Дудиным. Его учениками были, в частности, А. В. Куприн, В. А. Фаворский, В. И. Мухина, братья Веснины, В. А. Ватагин, Н. Д. Колли, А. В. Грищенко, М. Г. Ройтер, Н. Терпсихоров, Ю. А. Бахрушин, Р. Фальк.
В 1903 году стал одним из организаторов Союза русских художников. Также входил в число участников объединения «Мир искусства».
С 1907 года работал в области театральной декорации, в частности, занимался оформлением постановки оперы «Борис Годунов» в Париже, в рамках «Русских сезонов» С. П. Дягилева.
До революции основной темой творчества были выполненные в особой манере, пронизанные светом пейзажи русских городов (Москвы, Сергиева Посада, Нижнего Новгорода и других), с широкой перспективой, изображением церквей, женщин в народных костюмах, примет традиционного русского быта.
Большой известностью пользуется, например, картина «Купола и ласточки. Успенский собор Троице-Сергиевой лавры» (1921 г.). Это панорамный пейзаж, написанный с колокольни собора ясным летним вечером, на закате. Под ласковым небом благоденствует земля, и на переднем плане сияют освещённые солнцем купола с золотыми узорчатыми крестами. Сам мотив не только очень эффектен, но и символизирует значительную культурную и историческую роль церкви.

### После революции
После революции остался в России. В качестве отклика на революционные события им было создано полотно «Новая планета», трактовки которого искусствоведами варьируются вплоть до полной противоположности. В советское время считалось, что художник изобразил на нём «космосозидающее значение Великой Октябрьской социалистической революции». В современной России оно воспроизводилось, в частности, на обложке книги Ивана Шмелёва «Солнце мёртвых», описывающей Красный террор в Крыму.
В другой «космической» картине «Люди» (1923) речь также идёт о созидании нового мира.
В 1925 году стал членом Ассоциации художников революционной России. В 1923 году выполнил картину «Парад Красной армии».
С 1948 по 1950 годы был директором Научно-исследовательского института теории и истории изобразительных искусств АХ СССР. Помимо работы в живописном жанре, он продолжал заниматься оформлением театральных постановок, а также графикой.
С 1952 по 1955 годы преподавал в качестве профессора в Московском художественном институте имени В. И. Сурикова, а также в ряде других учебных заведений (Институт имени И. Е. Репина в Ленинграде, Заочный народный университет искусств в Москве).
С 1957 года был первым секретарём правления СХ СССР.
В 1951 году вступил в ВКП(б).
Умер 11 апреля 1958 года в Москве; похоронен на Новодевичьем кладбище (участок № 4).

### Семья
- Жена — Клавдия Алексеевна (1883-1965),
- Сын — Борис Константинович (1902-1917),
- Сын — Игорь Константинович (1904-1932),
- Брат — Павел Фёдорович Юон (1872—1940), композитор, музыкальный педагог, профессор Берлинской консерватории, после революции остался в Германии, откуда, после прихода к власти Адольфа Гитлера, эмигрировал на историческую родину, в Швейцарию, где и умер[6].
- Брат — Борис Фёдорович Юон (1877—1964).
- Сестра — Валентина Фёдоровна Ивенсен (1879—1963)[14].
- Родной племянник — Ивенсен, Юрий Павлович, советский геолог[14].

## Некоторые известные работы дореволюционного периода[15]
- В провинции. Город Торжок. Тверская губерния.
- Зима (Ростов Великий).
- Голубой куст.
- Лавра зимой.
- Весенний солнечный день.
- Утро в Угличе.
- Майское утро. Соловьиное место. Лигачёво Московской губернии.
- Мельница. Октябрь. Лигачёво.
- Приволье. Водопой. Лигачёво.
- Пейзаж Новгородской губернии.
- Старая Москва.
- Лодки у берега. Псков.

## Некоторые известные работы, созданные после революции[16]
- «Купола и ласточки», 1921, ГТГ
- «Новая планета», 1921, ГТГ
- «Подмосковная молодёжь», 1926; ГРМ
- «Перед вступлением в Кремль в 1917 году. Троицкие ворота», 1927. ГЦМСИР.
- «Первые колхозницы. В лучах солнца», 1928, ГТГ
- «Москва салютует», 1945
- «Раскрытое окно», 1947, ГТГ
- «Штурм Кремля в 1917 году» 1947, ГТГ
- «Парад на Красной площади в Москве 7 ноября 1941 года», 1949, ГТГ
- «Утро индустриальной Москвы», 1949, ГТГ
- «Конец зимы. Полдень», 1929, ГТГ

### Оформление спектаклей
- опера «Борис Годунов» М. П. Мусоргского, 1912-13, Театр Елисейских полей, Париж, антреприза С. П. Дягилева[8]
- пьеса «Ревизор» Н. В. Гоголя, 1921, МХАТ[7]
- пьеса «Сердце не камень» А. Н. Островского, 1923, Малый театр[8]
- пьеса «Бешеные деньги» А. Н. Островского, 1933, Малый театр[8]
- пьеса «Егор Булычов и другие» М. Горького, 1934, МХАТ[7][8]
- опера «Хованщина» М. П. Мусоргского, 1940, Большой театр, Москва[8]
- пьеса «Волки и овцы» А. Н. Островского, 1944, Малый театр[8]
- пьеса «На всякого мудреца довольно простоты» А. Н. Островского, 1951, Малый театр[8].

### Художник кинофильмов
- Иван Никулин — русский матрос, 1944

### Художник мультфильмов
- Каштанка, 1952

## Награды и звания
- Заслуженный деятель искусств РСФСР (1926)[6]
- Народный художник РСФСР (1945)[6]
- Народный художник СССР (1950)[6][9]
- Сталинская премия первой степени (1943)[6][17] — за многолетние выдающиеся достижения в искусстве
- Орден Ленина (1945)[6]
- Два ордена Трудового Красного Знамени (1943, 1955)[6][18]
- Медаль «За доблестный труд в Великой Отечественной войне 1941—1945 гг.»
- Медаль «В память 800-летия Москвы»

## Ученики и последователи
- Иванов, Герасим Петрович (1918—2012)
- Кручёных, Алексей Елисеевич (1886—1968)
- Меламуд, Шая Ноевич (1911—1993)
- Попова, Любовь Сергеевна (1889—1924)
- Розанова, Ольга Владимировна (1886—1918)
- Скулме, Отто (1889—1967)
- Степанова, Варвара Фёдоровна (1894—1958)
- Страхов, Андрей Александрович (1925—1990)
- Удальцова, Надежда Андреевна (1886—1961)
- Фалилеев, Вадим Дмитриевич (1879—1950)
- Фальк, Роберт Рафаилович (1886—1958)

и другие.

## Память
На московском доме, в котором в советские годы жил и работал художник (Садовое кольцо, Улица Земляной Вал, 14—16), установлена мемориальная доска.

## К. Ф. Юон вфилателии
- Почтовая марка СССР, 1965 год: картина «Москва салютует».
- Почтовая марка СССР, 1972 год: картина «Конец зимы. Полдень».
- Почтовая марка СССР, 1975 год: картина «Утро индустриальной Москвы».
- Почтовая марка СССР, 1975 год: 100 лет со дня рождения К. Ф. Юона[6].